# Куруківський договір
Куру́ківський до́говір 1625 року — угода, укладена коронним польним гетьманом Станіславом Конецпольським і козацькою делегацією на чолі з кошовим отаманом Війська Запорозького Михайлом Дорошенком 27 жовтня (5 листопада) 1625 року в урочищі Ведмежі Лози біля Курукового озера (неподалік сучасного міста Кременчука) під час повстання Марка Жмайла.

## Передумови

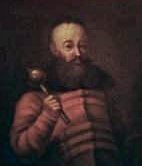
Портрет Станіслава Конєцпольського

Влітку 1625 року король Сиґізмунд III Ваза вирішив приборкати «козацьку сваволю», зібрав каральне військо, яке у вересні на чолі з Станіславом Конецпольським вирушило з Бару на Поділлі (його головної квартири) проти козаків.
До коронного війська приєдналися магнати князь Юрій Заславський, Томаш Замойський (воєвода київський, привів 300 людей, 5 гармат), Гаврило Гойський (каштелян київський, з братом і сином, 200 осіб), Станіслав «Ревера» Потоцький (подільський підкоморій), Адам Калиновський (староста брацлавський), Іван Данилович (воєвода руський, 550 осіб), Мацей Лєсньовский (белзький каштелян), князь Костянтин Корибут Вишневецький, Януш Тишкевич, Марцін Казановський (галицький каштелян), Олександр Балабан (теребовлянський і рогатинський староста), Якуб Собеський (староста красноставський) зі своїми командами та посполите рушення українських воєводств (загалом близько 30000 вояків).

Прийшовши на південну Київщину, воно почало бої проти повстанців. Місцеві повстанці об'єдналися з запорожцями (налічували приблизно 20 тисяч осіб); очолювані запорізьким гетьманом Марком Жмайлом, чинили жорсткий опір. Після низки важких боїв в урочищі Ведмежі Лози, коли обидві сторони зазнали значних втрат, між королівськими комісарами і козаками було досягнуто компромісу, підписана так звана Куруківська угода.
Переговори почав Станіслав Конецпольський, а його військо зазнало великих втрат, подальша боротьба проти повстанців загрожувала поразкою.

## Комісари для укладення угоди
Князі Юрій Заславський і Костянтин Корибут Вишневецький, також Стан. Конецпольський, Томаш Замойський, Гаврило Гойський, Станіслав «Ревера» Потоцький, Адам Калиновський, Іван Данилович, Мацей Лесньовський, Марцін Казановський, Януш Тишкевич, Стефан Немирич, Олександр Балабан, Якуб Собеський, Миколай з Потоку Потоцький (воєводич брацлавський), Тома Склінський (староста зиґвульський), Федір Єлець (київський хорунжий), Філон Стрибель (чашник київський), Ян Білецький.

## Умови угоди
Згідно з угодою:
- козацький реєстр збільшувався з 3 до 6 тисяч і мав бути складений протягом шести тижнів. Вони мали збиратися для допомоги кварцяному війську в разі потреби;
- підвищувалася річна платня реєстровцям за службу до 60 тисяч злотих (крім додаткової плати старшині);[2]
- оголошувалася амністія учасникам повстання, за реєстровцями зберігалося право обирати старшого (гетьмана), але його мав затверджувати король чи коронний гетьман Речі Посполитої.

Козацькі привілеї були чинними лише на державних (коронних) землях (так званих королівщинах) і не діяли в маєтках та церковних землях, з яких вони мали виселитися протягом 12 тижнів. Козакам заборонялося вступати в зносини з іноземними державами, робити походи у татарські і турецькі володіння. Гетьман Михайло Дорошенко склав присягу на вірність Речі Посполитій й провів демобілізацію козаків. В реєстр попали так звані «статечні», тобто лояльні, заможніші козаки, поза реєстром опинилася козацька «голота» («випищики»), приблизно 40 тисяч чоловік. Вони мали повернутися у попередній стан (селянський чи міщанський), або помиритися з панщиною, проте більшість з них пішла протертим шляхом на Запоріжжя, де Дорошенко розмістив свою залогу з Іваном Кулагою на чолі (1 тисяча чоловік) для боротьби з нереєстровими козаками.
Для забезпечення «порядку» та складання нового реєстру Конєцпольський залишив на Подніпров'ї 15-тисячне військо під начальством Казановського. Воно мало стояти у Києві, Василькові, Трипіллі, Ржищеві, Стайках і Фастові і стояти доти, «покасеста козаки розберутця в 6000», — писали у своїй реляції в Москву путивльські воєводи.
Реєстр склали в призначений термін. Майже одночасно реєстрове військо було поділене на шість полків — Київський, Переяславський, Білоцерківський, Корсунський, Канівський і Черкаський.
Назагал Михайло Дорошенко дбав про те, щоб не виходити поза межі Куруківської угоди, хоча безупинними депутаціями до варшавського сейму старався їх поширити.
Сейм 1626 року затвердив Куруківську «ординацію», але практичного значення вона не мала.
Чинність угоди припинено внаслідок козацько-селянського повстання на чолі з отаманом Тарасом Федоровичем 1630 року.

## Наслідки
Одним з найважливіших наслідків Куруківської угоди був остаточний поділ козацтва на дві групи:
- реєстрових, заможніх (дуків), за якими визнавалися урядом козацькі права й вольності і які здебільшого дотримувалися угодовської позиції щодо коронного уряду;
- нереєстрових, «випищиків», що за Куруківською угодою, мусили повернутися в кріпацтво. Їхнім центром стало Запоріжжя. Вони займали непримиренну позицію щодо магнатів, шляхти і всієї королівської влади.